# Spille di Kim Il-sung e Kim Jong-il

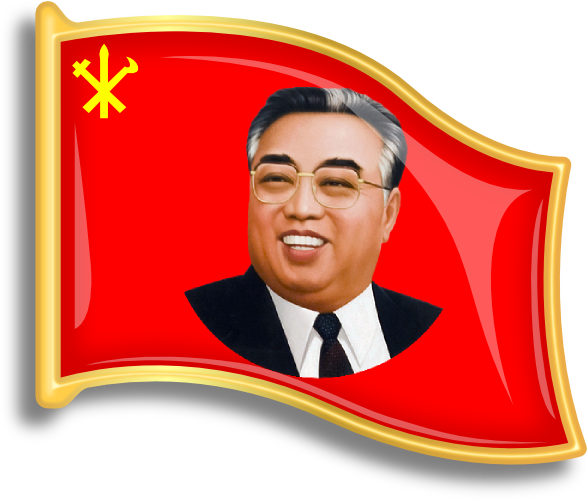
Una spilla con il ritratto di Kim Il-sung

Le spille di Kim Il-sung e Kim Jong-il sono dei distintivi da indossare sul bavero di un vestito e rappresentano i volti dei due leader nordcoreani. La loro produzione è stata avviata negli anni sessanta ed è commissionata dal governo allo Studio artistico Mansudae. Esistono più di 20 versioni diverse, alcune delle quali sono più ricercate di altre. I cittadini ordinari nordcoreani indossano semplici spille con il ritratto di Kim Il-sung, mentre coloro che appartengono a classi sociali superiori portano anche quella con Kim Jong-il.
I distintivi sono ispirati alle spille di Mao Zedong, ma rispetto alle controparti cinesi che i cittadini non erano obbligati a indossare, la spille nordcoreane hanno sempre dovuto figurare nell'abbigliamento del popolo. In quanto a ciò, hanno assunto una maggiore importanza rispetto alle spille di Mao, e sono una parte fondamentale del culto della personalità in Corea del Nord.
Sono state paragonate alle croci indossate dai cristiani come segno di devozione alla causa, con altri parallelismi tra la religione e il culto della personalità nordcoreano.

## Storia

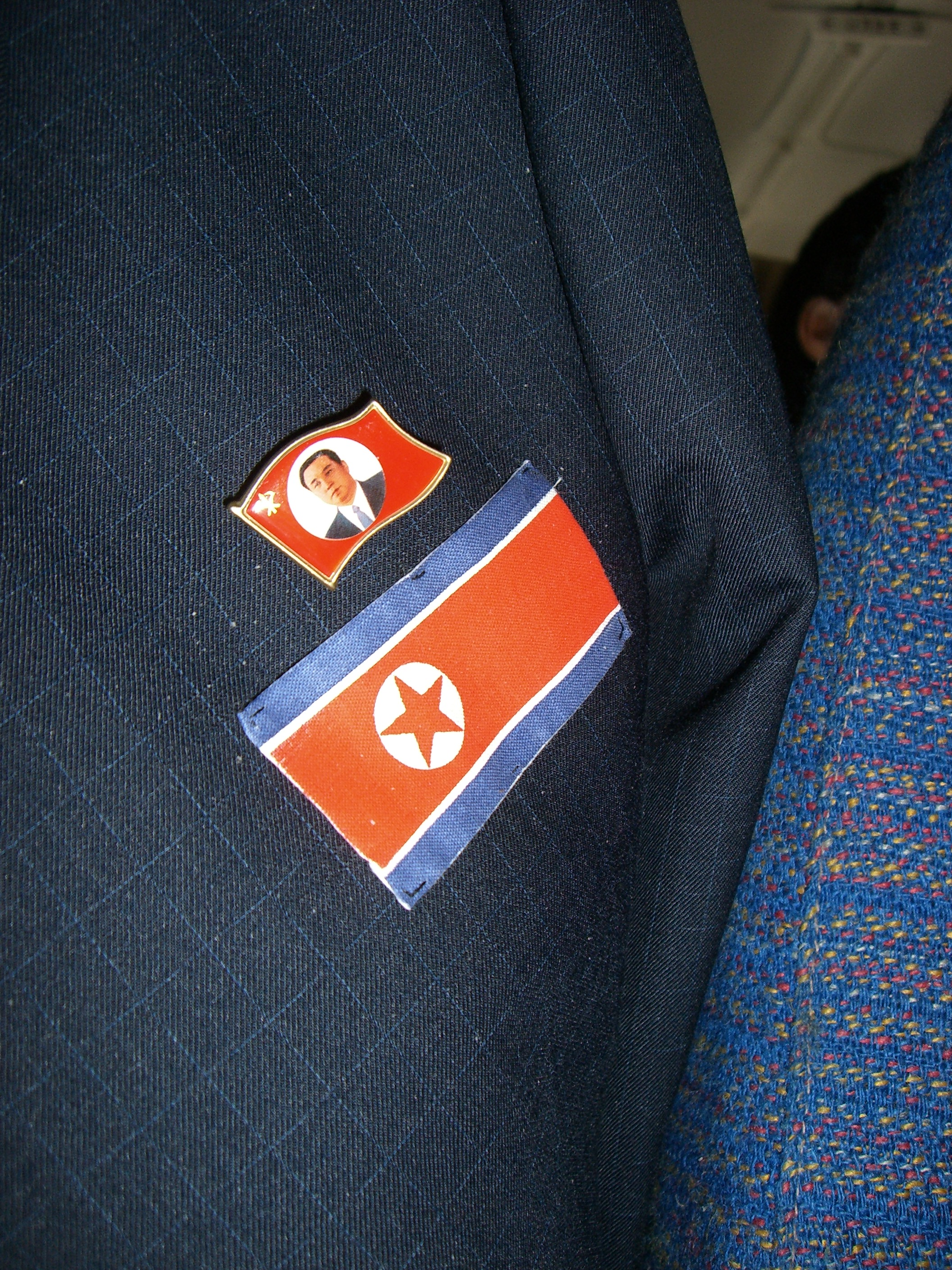
Una spilla di Kim Il-sung e l'emblema della bandiera nordcoreana su una giacca

L'idea delle spille venne ispirata a quelle indossate dai Cinesi durante la Rivoluzione culturale, anche se secondo la propaganda nordcoreana fu Kim Jong-il a introdurle per primo. È stato affermato dal disertore Hwang Jang-yop che l'incidente della fazione Kapsan del 1967 fu la causa della sistematica intensificazione del culto della personalità di Kim Il-sung in generale e dell'introduzione delle spille.
I distintivi con sopra il ritratto di Kim Il-sung apparirono per la prima volta alla fine degli anni sessanta quando lo studio artistico Mansudae iniziò a produrle per i tesserati al Partito del Lavoro di Corea che iniziarono ad indossarle dopo l'incidente della fazione di Kapsan. La produzione di massa iniziò invece nel novembre del 1970, a seguito di un decreto di Kim Il-sung. Le prime vere spille con ritratti vennero realizzate dal dipartimento di propaganda e agitazione. Questa prima serie presenta "un ritratto di Kim Il Sung dallo sguardo austero e dalla bocca fermamente chiusa". Venivano chiamate le "Spille del partito" poiché soltanto gli ufficiali del partito le avrebbero indossate, anche sei i cittadini ordinari potevano comunque comprarle illegalmente per cercare di raggiungere uno status sociale superiore. Le spille diventarono obbligatorie per ogni nordcoreano dal sessantesimo compleanno di Kim Il-sung (15 aprile 1972) in poi, e si suddivisero in tre classi: per i membri del partito, una per gli adulti ed una per gli studenti. Molti iniziarono già ad indossarle, e nel 1980 praticamente tutti portavano una spilla. Il distintivo di Kim Il-sung venne ridisegnato dopo la sua morte, rendendo il ritratto del leader sorridente.
Sin dalla carestia in Corea del Nord degli anni novanta, il governo ha ridotto i suoi controlli di verifica sulla presenza o meno delle spille. Molte persone smisero di indossarle in pubblico, e nel 2004 il governo concesse tale possibilità. Per un certo periodo, solo i membri del partito dovevano indossare almeno un distintivo, sebbene molti altri avrebbero continuato a farlo comunque.
Le spille con il ritratto di Kim Jong-il apparvero nel 1982, e molti iniziarono ad indossarle assieme a quelle di Kim Il-sung. La prima contenente il ritratto dei due leader comparve negli anni ottanta, ma in una versione diversa da quella attualmente riservata alle squadre dei servizi di sicurezza. La produzione delle spille di Kim Jong-il si interruppe negli anni novanta a seguito di un suo commento: "Come posso io essere posto allo stesso livello del nostro unico 'sole', Kim Il Sung?". Nel 1992, per il cinquantesimo compleanno di Kim Jong-il, ricomparvero le spille con il suo volto anche se diventarono impopolari a causa della elevazione di Jong-il al livello del padre. Iniziarono ad essere indossate da più persone soltanto intorno al 2000, con un design rinnovato e recentemente con i ritratti di entrambi i Kim.
I modelli dai bordi smussati sono diventati quelli più vecchi, infatti il primo risale al 1953 con sopra il ritratto di profilo di Kim Il-sung in divisa militare, molto simile alle controparti cinesi. Il volto di Kim iniziò ad essere rappresentato negli anni ottanta, quando vennero introdotte le spille rettangolari inizialmente riservate ai lavoratori nelle organizzazioni per la sicurezza dello stato. I modelli a forma di bandiera iniziarono ad essere prodotti nei primi anni ottanta. Raffiguravano un simbolo riferito al partito, allo stato o ad una organizzazione giovanile: quello con il simbolo del partito dei lavoratori è diventato il più popolare.
Dopo la morte di Kim Jong-il nel dicembre 2011, gli ufficiali del partito iniziarono ad indossare la spilla di Kim Jong-il accanto a quella di Kim Il-sung. In seguito, ad aprile del 2012, la doppia spilla venne reintrodotta nella sua forma attuale.
Le spille con entrambi i ritratti sono utilizzate dalle persone che attraversano le varie regioni e diventate oggetto di baratto nel Jangmadang (il mercato nero nordcoreano) o considerate come equivalenti del denaro per acquistare beni o servizi anche nei locali pubblici. Precedentemente, la metanfetamina veniva usata nei baratti, prima che i vari controlli ostacolassero tale pratica. Anche a Pyongyang, dove le monete ed i premi sono in scarse quantità, le spille sono diventate di valore, rendendole un bersaglio per i borseggiatori. I criminali, molto spesso più ricchi dei normali cittadini nordcoreani, scelgono di indossare le spille più preziose come simboli del proprio status.

## Utilizzo

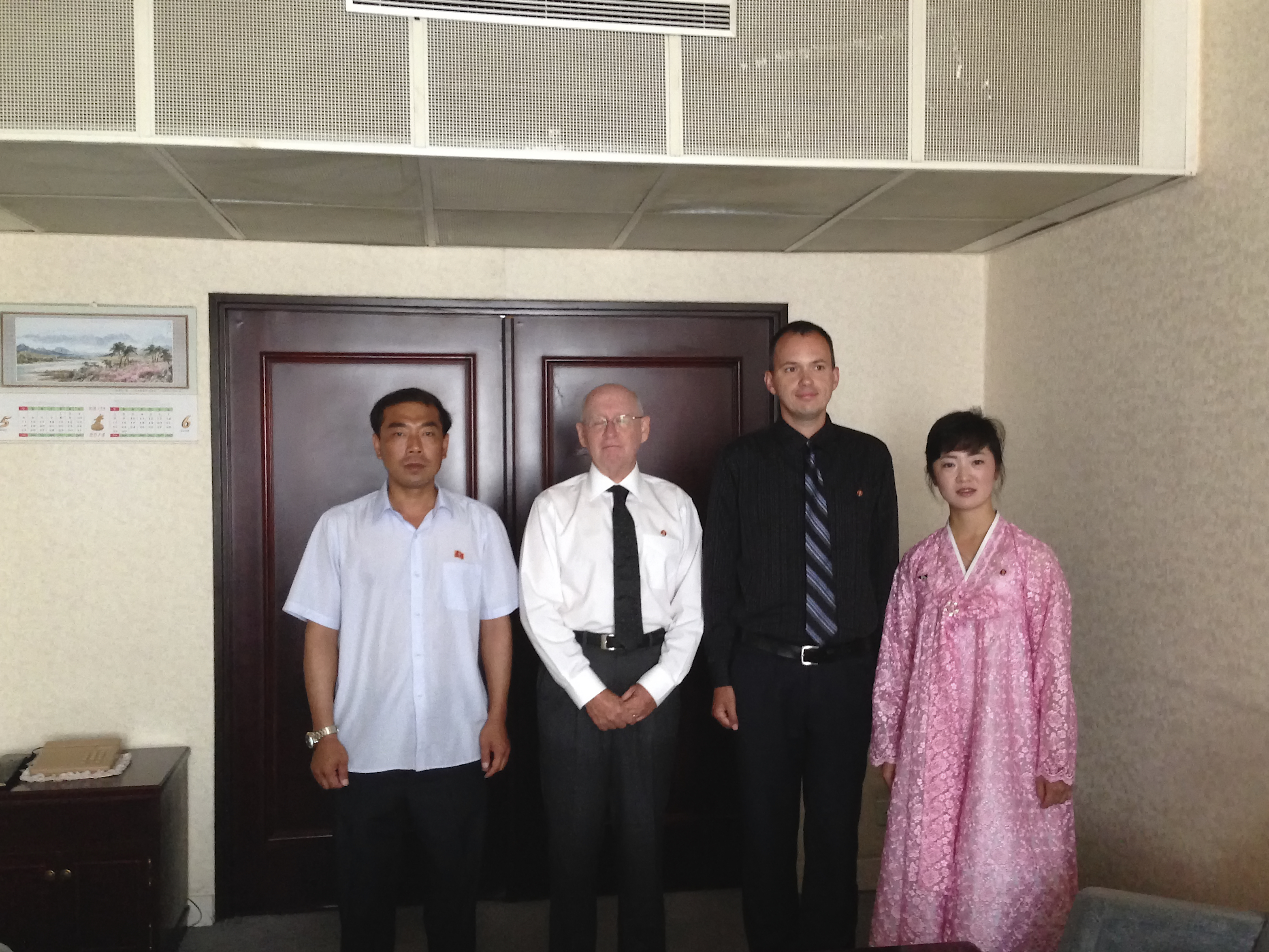
Stranieri premiati con le spille al Yanggakdo International Hotel.

In teoria, tutti i nordcoreani indossano una spilla, iniziando dall'età di 12 anni; essa è inizialmente posta sopra i distintivi della Unione dei bambini di Corea. I cittadini con età superiore ai 16 anni sono obbligati a indossare le spille ogni volta che escono da casa.
Il rispetto per i distintivi è regolato dai Dieci principi per l'istituzione di un sistema ideologico monolitico, dove viene stabilito che "devono essere trattate con reverenza e protette con la massima cura". Se una persona fuori dalla propria casa viene trovata senza la spilla, questa dovrà presentarsi alla successiva sessione di mutua critica. Vengono regalate a coloro che ne hanno diritto, e vengono acquistate nei luoghi di lavoro e nelle scuole. Lo smarrimento di una spilla provocato da intenzioni non maliziose porta alla consegna di una nuova. L'assenza di un distintivo viene associata alla trasgressione poiché molte volte alle persone che professano un comportamento "anti-Kim" vengono confiscate le spille.
Un nordcoreano può possedere molti tipi differenti di spille che ha indossato durante il corso della sua vita, in media due o tre, anche se alcuni ne possiedono di più.
Di solito le spille non vengono vendute ai turisti, ma possono esser conferite loro per la loro lealtà. Ultimamente, le spille sono state contrabbandate all'estero per essere vendute principalmente nelle città cinesi, sebbene in Cina ne sia illegale la vendita. Sia quelle autentiche che quelle contraffatte vengono vendute a Tumen. Molti distintivi trovati al di fuori del paese sono contraffazioni, come ad esempio quelle vendute a Dandong. Recentemente, è stata permessa la vendita ai turisti in visita nella Corea del Nord, e diverranno in futuro degli oggetti da collezione.
Le spille sono indossate soltanto nei vestiti più interni o sul bavero o su una camicia, ma mai sui cappotti. Di solito, vengono indossate a sinistra, vicino al cuore. Esistono modi inusuali di indossare le spille che vengono considerati alla moda dai nordcoreani, i giovani in particolare. I bambini e gli adolescenti utilizzano le spille per reggere le proprie uniformi.
Sebbene sia obbligatorio, spesso gli ufficiali nordcoreani sostengono di indossarle per pura lealtà, anche se molti risulterebbero tenerle solo per motivi di sicurezza percepita. Le spille vengono tolte solo in rare occasioni, tra le quali l'ingresso nei luoghi di preghiera.
I viaggiatori nordcoreani all'estero indossano sempre le spille, per le quali vengono molto spesso derisi dagli stranieri.

## Modelli

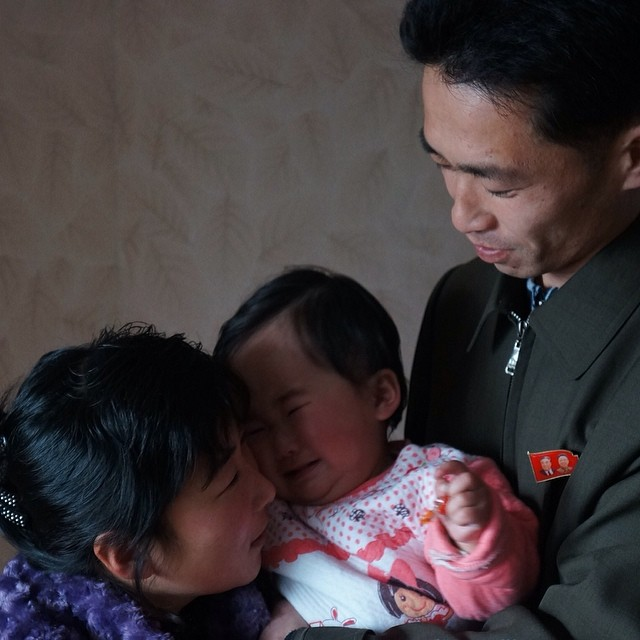
Le spille raffiguranti sia il ritratto di Kim Il-sung che di Kim Jong-il sono quelle più prestigiose.

Le spille sono disegnate e prodotte dallo Studio artistico Mansudae.
I distintivi esistono in diverse forme e dimensioni. Mentre in Cina, le spille di Mao erano diverse tra loro perché la loro produzione non veniva supervisionata dal governo, quelle nordcoreane presentano poche differenze. In totale esistono più di 20 differenti modelli. Le dimensioni, la forma, il colore e il tipo di metallo di una spilla sono indicative dello stato sociale e delle affiliazioni alle istituzioni della persona che la indossa. Per esempio, i giovani del partito possiedono spille larghe e rotonde mentre la gente comune indossa modelli più piccoli e tondi. Molti distintivi mostrano soltanto il volto di Kim Il-sung ma esistono altre due varianti: il più prestigioso è quello con sia il volto di Kim Il-sung e Kim Jong-il sopra una bandiera rossa e nessun altro modello raffigura entrambi i leader. Questa spilla è riservata soltanto ai membri elevati ufficiali del partito del lavoro di Corea ed è difficile vederne una. L'altra variante presenta soltanto il volto di Kim Jong-il, indossata principalmente da squadre di sicurezza e anche questa viene considerata rara.
Alcune raffigurano il leader con un completo occidentale, altre in divisa militare o altri tipi di indumenti.
Prima che Kim Jong-un venisse confermato come successore di Kim Jong-il e quando Kim Jong-chul diventò il nuovo leader della nazione, un set limitato di spille con il volto di quest'ultimo venne prodotto e consegnato ai membri del Gabinetto, del partito ed agli ufficiali dell'esercito. Non esistono ancora delle spille con il volto di Kim Jong-un ma secondo gli esperti è una questione di tempo prima che vengano realizzate.